# Рабцун, Пётр Васильевич
Пётр Васильевич Рабцун (1918 — ?) — машинист вращающихся печей Яшкинского цементного завода «Красный строитель» Министерства промышленности строительных материалов РСФСР, Кемеровская область. Герой Социалистического Труда (28.07.1966).
Родился в 1918 г.
С 1935 по 1975 г. работал на Яшкинском цементном заводе.
Участник войны.
За досрочное выполнение плановых заданий 7-й пятилетки присвоено звание Героя Социалистического Труда (28.07.1966).
Участник пуска Искитимского, Новокузнецкого и Топкинского цементных заводов.
Умер до 1985 г.